# Vereniging Oud-Dordrecht
De historische Vereniging Oud-Dordrecht is een historische vereniging in de Nederlandse stad Dordrecht die op 20 mei 1892 werd opgericht. Het doel was destijds het oprichten van een museum, het houden van lezingen en organiseren van tijdelijke tentoonstellingen, het bijeenbrengen van verzamelingen, het waken voor de instandhouding van historische gebouwen en het ondersteunen of zelf uitgeven van uitgaven over de geschiedenis van de Nederlandse stad Dordrecht. De initiatiefnemers waren mr. Simon van Gijn, mr. dr. J.C. Overvoorde en Bas Veth.
Het museum werd in 1949 overgedragen aan de gemeente Dordrecht. Zelf verzamelen doet de vereniging ook niet meer. Maar verder zijn de doelstellingen ongewijzigd. De vereniging geeft zowel een jaarboek uit als een tijdschrift. In samenwerking met het Regionaal Archief Dordrecht wordt de serie Dordtse Bronnen uitgegeven.

## Jaarboeken
- 2024 Wammes, Joop, De Dordtse burgemeesters in oorlogstijd. (Dordrecht: Vereniging Oud-Dordrecht 2024) ISBN 978-90-825185-80.
- 2023 Sigmond, Kees en Janine Verster, Dordtse poorters vereeuwigd: De stedelijke elite en de schilderkunst tot 1572. (Dordrecht: Vereniging Oud-Dordrecht 2023) ISBN 97890825185-73
- 2022 Wammes, Joop, De achterkant van de Dordtse Glorie: Armen en paupers tijdens de crisisjaren (1929-1936). (Dordrecht: Vereniging Oud-Dordrecht 2022) ISBN 97890825185-6-6
- 2021 Weltevrede, Kees met bijdragen van Gert van Engelen, 'We zijn vertrokken...'; De Jodenvervolging in Dordrecht 1940-1945. (Dordrecht: Vereniging Oud-Dordrecht 2021) ISBN 97890825185-5-9
- 2012 Sigmond, Kees e.a., Een zoete belofte (Dordrecht: Vereniging Oud-Dordrecht 2013) ISBN 97890812135-7-8

## Dordtse Puienprijs
De Dordtse Puienprijs werd in 2017 ingesteld met als doel de verbetering van gevels in de stad te stimuleren. Sindsdien wordt de prijs om de twee jaar uitgereikt. Tot 2019 kwamen alleen geslaagde restauraties van gevelpanden  in aanmerking waarop het Beeldkwaliteitsplan binnenstad van Dordrecht van toepassing was. Vanaf 2019 komen ook panden gelegen buiten de binnenstad in aanmerking voor de prijs. 